# Jamanote-vonal

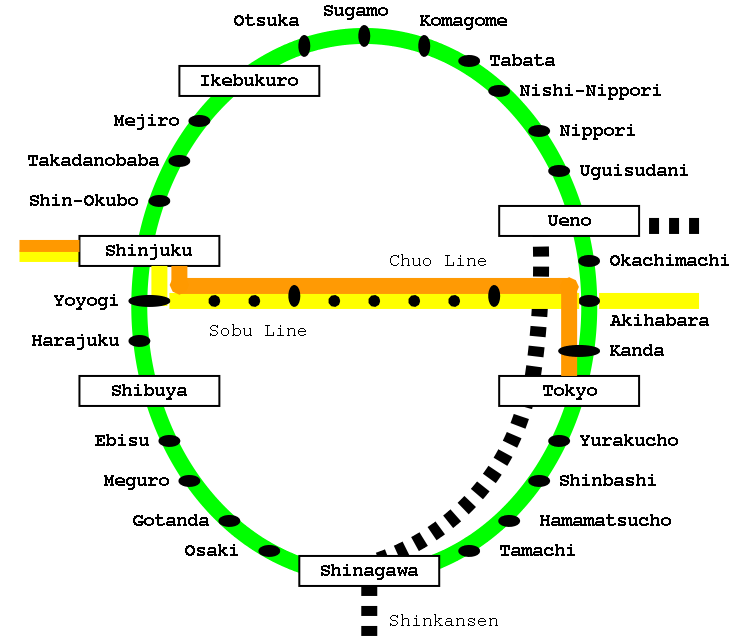
A vonal sematikus rajza

A Jamanote-vonal Tokió legnagyobb városi-elővárosi vasúthálózatának üzemeltetőjének, a JR East-nek a legforgalmasabb tokiói vonala.
Ez egy kör alakú vonal, mely Tokió minden fontos pontját érinti, hálózati funkciója hasonló, mint Budapesten a körúti villamosoké, vagy Berlinben az S-Bahn körvasútja. A vonal neve, a „Jamanote”, az első szó, amit egy Tokióba látogató külföldi megtanul: a vonal egyszerűen megkerülhetetlen a városon belüli tájékozódáshoz.
A vonalon egy kört bő egy óra alatt tesznek meg a vonatok. A korábban itt közlekedő 205-ös sorozatú járműveket 2005-re cserélték le a JR E231 sorozatra.
A vonatok csúcsidőben másfél-két percenként, azon kívül 3-4, este kb. 10 percenként járnak. Végállomásuk nincs, folyamatosan köröznek, de ha van a körnek kezdőpontja, akkor az Ószaki állomás, ott van a remíz, és ott szokott személyzetcsere is történni.
A Jamanote egyben Japán legzsúfoltabb vasútvonala is, bár a korábbi évek 231%-os zsúfoltsági szintje 215%-ra lecsökkent. A vonal 11 kocsis szerelvényein - a Japánban és Ázsia más részein is megszokott módon - két vasutas teljesít szolgálatot: az egyik vezeti a motorvonatot elől, a másik pedig a hátsó vezetőállásból nyitja-zárja az ajtókat, és utastájékoztat.
A vonal érinti többek között Sin-Ókubo állomást is, mely Tokió piros lámpás negyedében található. Itt többször is előfordult, hogy mámoros állapotban lévő utasok leszédültek a magasperonról a vágányokra, és megütötték magukat. Azonban 2004-ben súlyosabb eset történt: egy leesett utasnak utánaugrott egy koreai cserediák, hogy kimentse, de nem sikerült addig, míg odaért a vonat.
Ekkor merült fel, hogy peronajtókat telepítsenek az állomásra, megakadályozandó az utasok leesését.
A peronajtókat először nem a legforgalmasabb állomásokra telepítik (Ebiszu és Meguro), és ha nem okoz fennakadást, akkor kiterjesztik valamennyire. Ez sajnos megnehezíti a vonatok fotózását, és az utascserét is lassítja kicsit.